# Forma transicional

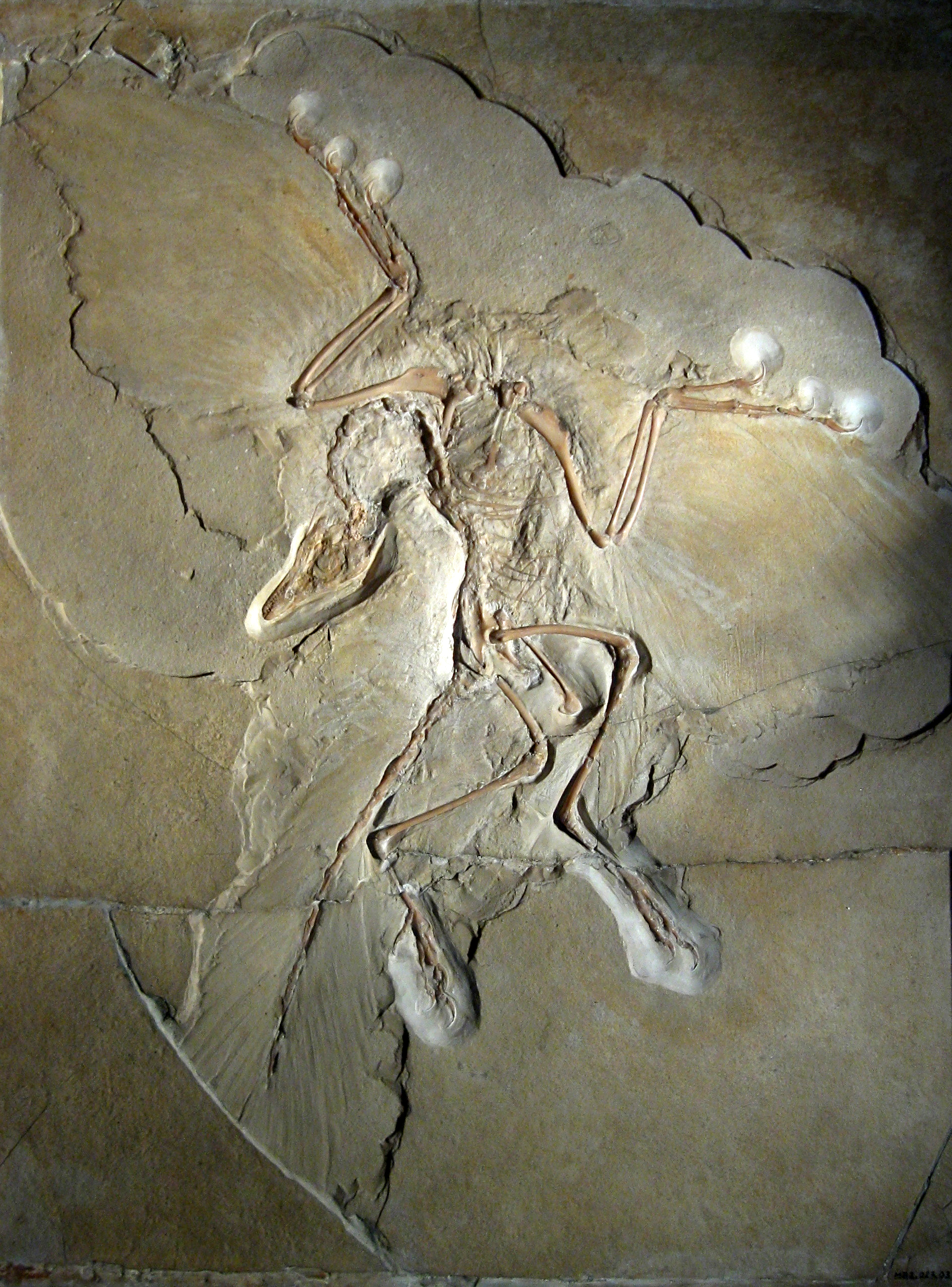
Archaeopteryx lithographica, ejemplar expuesto en el Museo de Historia Natural de Berlín.

Una forma transicional o de transición evolutiva, a veces mal llamado «fósil transicional», es una especie extinta, conocida por sus fósiles, con rasgos morfológicos intermedios entre dos tipos de organismos que podrían tener una relación de ancestro y descendiente. Las formas transicionales permiten la inferencia de las transformaciones evolutivas que facilitan el estudio de las relaciones filogenéticas.

## Ejemplos
Entre las formas transicionales más populares están: 
- Archaeopteryx (transicional entre "reptil" y ave)

- Tiktaalik y Acanthostega (transicionales entre peces y tetrápodos)

- Ambulocetus (transicional entre mamíferos cuadrúpedos terrestres y cetáceos)

- Australopitecos (transicionales entre "simios" y humanos).